# Bryanka antis
Bryanka antis  (лат.) — ископаемый вид двукрылых насекомых рода Bryanka из семейства Pleciofungivoridae  Rohdendorf 1946. Обнаружен в меловых отложениях России (Шевья, Забайкалье, Россия, готеривский ярус, около 130 млн лет).

## Описание
Мелкие двукрылые насекомые. Длина тела 2,3 мм, длина крыла — 2,6 мм. Голова округлая, крупная. Крыло узкое. Усики 16-члениковые.
Название рода Bryanka происходит от имени реки Брянка, а вида Br. antis — от греческого слова antis («изящный»).
Вид Bryanka antis был впервые описан по отпечатку комара в 1990 году советским палеоэнтомологом Владимиром Григорьевичем Ковалёвым (1942—1987; ПИН АН СССР, Москва) вместе с таксонами Antefungivora zherichini, Bryanka lepida, Bryanka venusta, Mesopleciella lepida, Catotricha mesozoica, Lycoriomimodes atropos, Megarhyphus rectinervis и другими новыми ископаемыми видами. Вместе с сестринскими таксонами (Bryanka elegans, Bryanka elegantissima, Bryanka elegantula, Bryanka venusta, Bryanka venustula образует вымерший род †Bryanka Kovalev 1985, близкий к таксонам Krasnoyarskia и Rohdendorfomyiella.